# ロバート・モリス・コープランド
ロバート・モリス・コープランド（Robert Morris Copeland 1830 - 1874）19世紀に活躍したアメリカ人造園家。農業家マサチューセッツ州ロクスベリー生まれ。

## おもな実績
関わったプロジェクトには、バーモント州ウッドストックのフレデリックビリングの不動産のためのマスタープラン、マーサズ・ヴィニヤードでのオークスブラフスコミュニティ、マサチューセッツ州コンコードやハートフォード、コネチカット州のサミュエルコルトで不動産開発、またマサチューセッツ州グロスターのオークグローヴ墓地やスリーピーホロー墓地、メルローズのワイオミング州墓地があり、東海岸で多数の公園緑地、墓地や郊外住宅地などを手がけている。
またボストンやミネソタ州ミネアポリスパークシステムなどを提案している。

## 経歴
ヘンリー・ワズワース・ロングフェローを慕ってハーバード大学に進学し、リベラルアーツを学ぶ。卒業後は、ビーバーブルックで近代農業を営み始める。1854年、ホーレス・クリーブランドと景観や装飾園芸事業でパートナーシップを開始。1856年、ロングフェローと協働してセントラルパークの設計コンペティションに参加。結果は落選。 
1859年に、カントリーライフについての書、農業園芸と造園についてのハンドブックを刊行し、このころクリーブランドとのパートナーシップは解消し1862年まで南北戦争に従軍。除隊後アメリカ北東部で当時盛んであった造園事業を開始。
1872年に、ボストン市の都市環境を改善するため、アメリカで最も美しい都市をテーマに著作を通じて公園システムのアイデアを提案し発表したが、都市公園緑地系統の彼の夢を実現することなく1874年に突然帰らぬ人となる。 